# El súcubo (escultura)
La obra El súcubo (Le succube, 1889) es una escultura en bronce de Auguste Rodin. Fue concebida originalmente para ser parte de un conjunto de sirenas y nereidas. Más tarde fue parte del homenaje a Victor Hugo, literario francés, por encargo del Estado.

## Descripción
El Súcubo es un demonio que puede adquirir rasgos femeninos con el propósito de seducir a los hombres, y a pesar de eso podía ocultar su verdadera forma y realidad monstruosa a sus amantes. Estos seres eran descendientes de Lilith y precursores de Eva. Al igual que las representaciones de sirenas, la imagen diabólica del súcubo asedia y engañaba a los humanos.
La manera en que está plasmada, con las rodillas en el suelo, postura felina y de actitud sugerente evoca a la representación medieval del gato asociada al lado oscuro de las tinieblas. Es una mujer hermosa, ocultando su monstruosa realidad a sus amantes.
El ser mitológico fue plasmado en bronce con platina café oscuro y verde por Rodin. Sus obras están inspiradas en trabajos de Dante, Baudelaire y Michalangelo y ésta la realiza a partir de las Metamorfosis, obra de Ovidio, con ojos cerrados y boca entreabierta, como si emitiera algún alarido.